# العلاقات الأسترالية الجامايكية
العلاقات الأسترالية الجامايكية هي العلاقات الثنائية التي تجمع بين أستراليا وجامايكا.

## مقارنة بين البلدين
هذه مقارنة عامة ومرجعية للدولتين:
| وجه المقارنة                                              | أستراليا                                   | جامايكا       |
| --------------------------------------------------------- | ------------------------------------------ | ------------- |
| المساحة (كم2)                                             | 7.69 مليون                                 | 10.99 ألف     |
| عدد السكان (نسمة)                                         | 24.51 مليون                                | 2.95 مليون    |
| الكثافة السكانية (ن./كم²)                                 | 3.19                                       | 268.43        |
| العاصمة                                                   | كانبرا، ملبورن                             | كينغستون      |
| اللغة الرسمية                                             | لغة إنجليزية                               | لغة إنجليزية  |
| العملة                                                    | دولار أسترالي، جنيه إسترليني، جنيه أسترالي | دولار جامايكي |
| الناتج المحلي الإجمالي (بليون دولار)                      | 1.32 تريليون                               | 14.77 مليار   |
| الناتج المحلي الإجمالي (تعادل القوة الشرائية) بليون دولار | 1.10 تريليون                               | 24.79 مليار   |
| الناتج المحلي الإجمالي الاسمي للفرد دولار أمريكي          | 56.31 ألف                                  | 5.23 ألف      |
| الناتج المحلي الإجمالي للفرد دولار أمريكي                 | 45.92 ألف                                  | 8.88 ألف      |
| مؤشر التنمية البشرية                                      | 0.939                                      | 0.719         |
| رمز المكالمات الدولي                                      | +61                                        | +1876         |
| رمز الإنترنت                                              | .au                                        | .jm           |
| المنطقة الزمنية                                           |                                            | 00            |

## منظمات دولية مشتركة
يشترك البلدان في عضوية مجموعة من المنظمات الدولية، منها:
| علم المنظمة | اسم المنظمة                               | تاريخ انضمام أستراليا | تاريخ انضمام جامايكا |
| ----------- | ----------------------------------------- | --------------------- | -------------------- |
|             | يونسكو                                    | 4 نوفمبر 1946         | 7 نوفمبر 1962        |
|             | مؤسسة التمويل الدولية                     | 20 يوليو 1956         | 31 مارس 1964         |
|             | المركز الدولي لتسوية المنازعات الاستشارية | 1 يونيو 1991          | 14 أكتوبر 1966       |
|             | منظمة حظر الأسلحة الكيميائية              | ?                     | ?                    |
|             | منظمة التجارة العالمية                    | ?                     | ?                    |
|             | وكالة ضمان الاستثمار متعدد الأطراف        | 10 فبراير 1999        | 12 أبريل 1988        |
|             | الاتحاد البريدي العالمي                   | ?                     | ?                    |
|             | الاتحاد الدولي للاتصالات                  | 27 مايو 1878          | 18 فبراير 1963       |
|             | منظمة الشرطة الجنائية الدولية             | ?                     | ?                    |
|             | الأمم المتحدة                             | 1 نوفمبر 1945         | 18 سبتمبر 1962       |
|             | البنك الدولي للإنشاء والتعمير             | 5 أغسطس 1947          | 21 فبراير 1963       |
|             | المنظمة الهيدروغرافية الدولية             | ?                     | ?                    |
|             | دول الكومنولث                             | ?                     | ?                    |

## أعلام
هذه قائمة لبعض الشخصيات التي تربطها علاقات بالبلدين:
- براندان ناش (لاعب كركيت أسترالي، 14 ديسمبر 1977 – )
- بيتر جاكسون (ملاكم أسترالي، 3 يوليو 1861[28][29] – 13 يوليو 1901[28][29])
- جورجيا لي (1921 – 23 أبريل 2010)
- سابرينا فريدريك (لاعبة كرة قدم أسترالية، 14 نوفمبر 1996 – )
- كليوباترا كولمان (ممثلة أسترالية، 29 أكتوبر 1987 – )
- مارسيا هاينز (مغنية أسترالية، 20 يوليو 1953[30] – )

## وصلات خارجية
- موقع وزارة الخارجية الأسترالية
- موقع وزارة الخارجية الجامايكية